# Улица Молокова (Москва)
Улица Мо́локова — название улицы в Северо-Восточном округе Москвы на территории дачного посёлка имени Ларина. Ранее, в 1930-е — 1960-е годы, на территории нынешнего Северо-Восточного округа существовала другая улица Молокова, ныне упразднённая. Улицы были названы в честь Героя Советского Союза Василия Сергеевича Молокова (1895—1982), участника операции по спасению челюскинцев (1934) и высадки первой экспедиции на Северный полюс (1937).

## Существующая улица (Лианозово)
Располагается к северу от железнодорожной станции Лианозово, в существующем по сей день дачном посёлке имени Ларина. Начинается от перекрёстка Зональной и Псковской улиц, оканчивается у путепровода через МКАД, ведущему к Лианозовскому кладбищу.

## Упразднённая улица (Свиблово)
Располагалась в городе Бабушкин (в августе 1960 года включён в черту Москвы). В 1964 году была переименована в улицу Малыгина, позднее — упразднена. Имя Малыгина получила другая улица в соседнем районе. Улица начиналась от Медведковского шоссе (ныне — улица Амундсена) и вела к железнодорожной платформе Дзержинская на линии Бескудниково — Лосиноостровская (ныне не существует). В настоящее время сама улица сохранилась в виде внутриквартального проезда, начинающегося от проезда Нансена и заканчивающегося аркой дома № 4 по Берингову проезду.
В 2006 году на бывшей улице начато строительство Центра детского творчества.

## Известные жители
- На улице была дача (дом № 8/10) актёра Арчила Гомиашвили.
- В доме № 35 проживает известная медийная личность, в прошлом балерина Анастасия Волочкова[1].

## Галерея

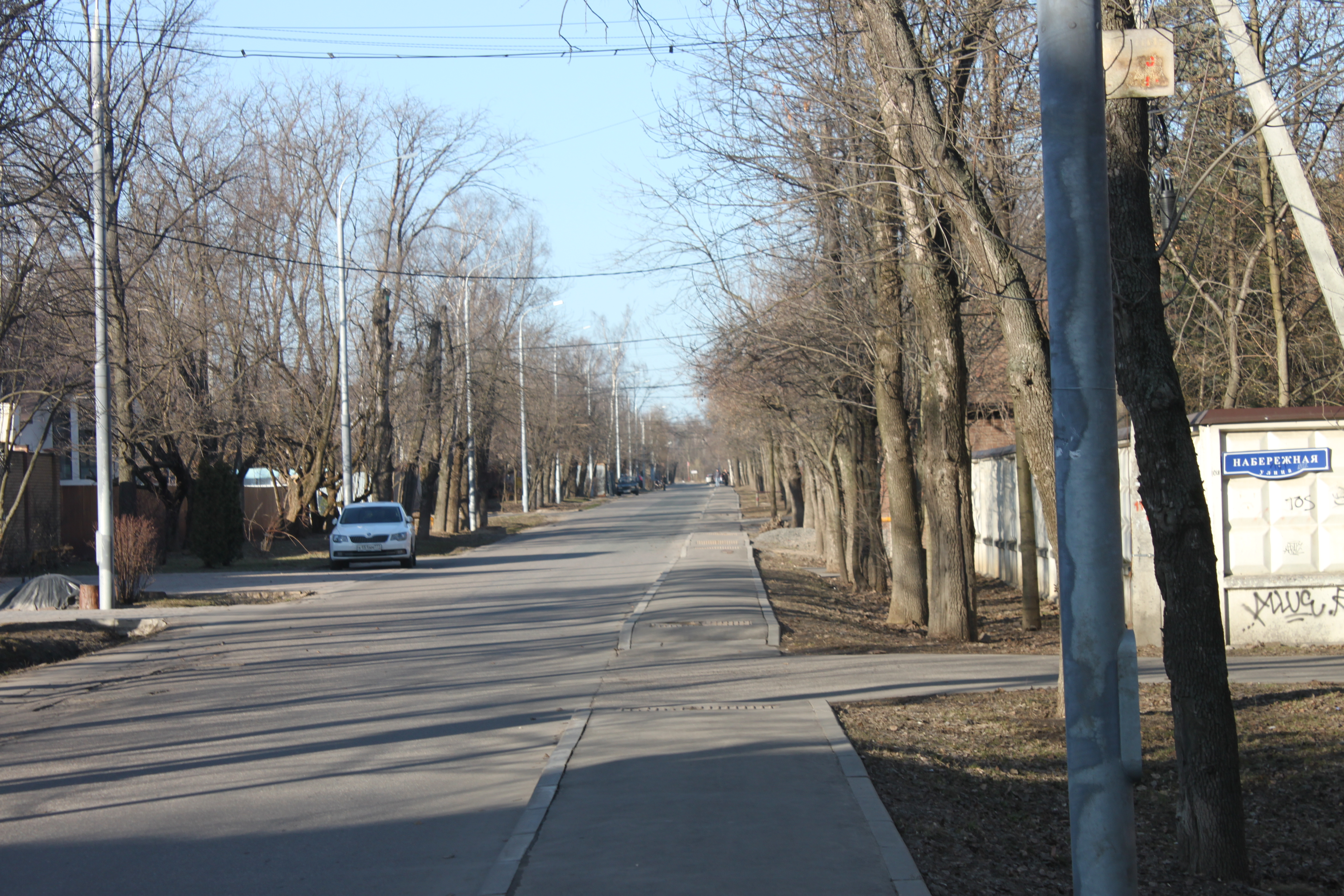
Вид с начала
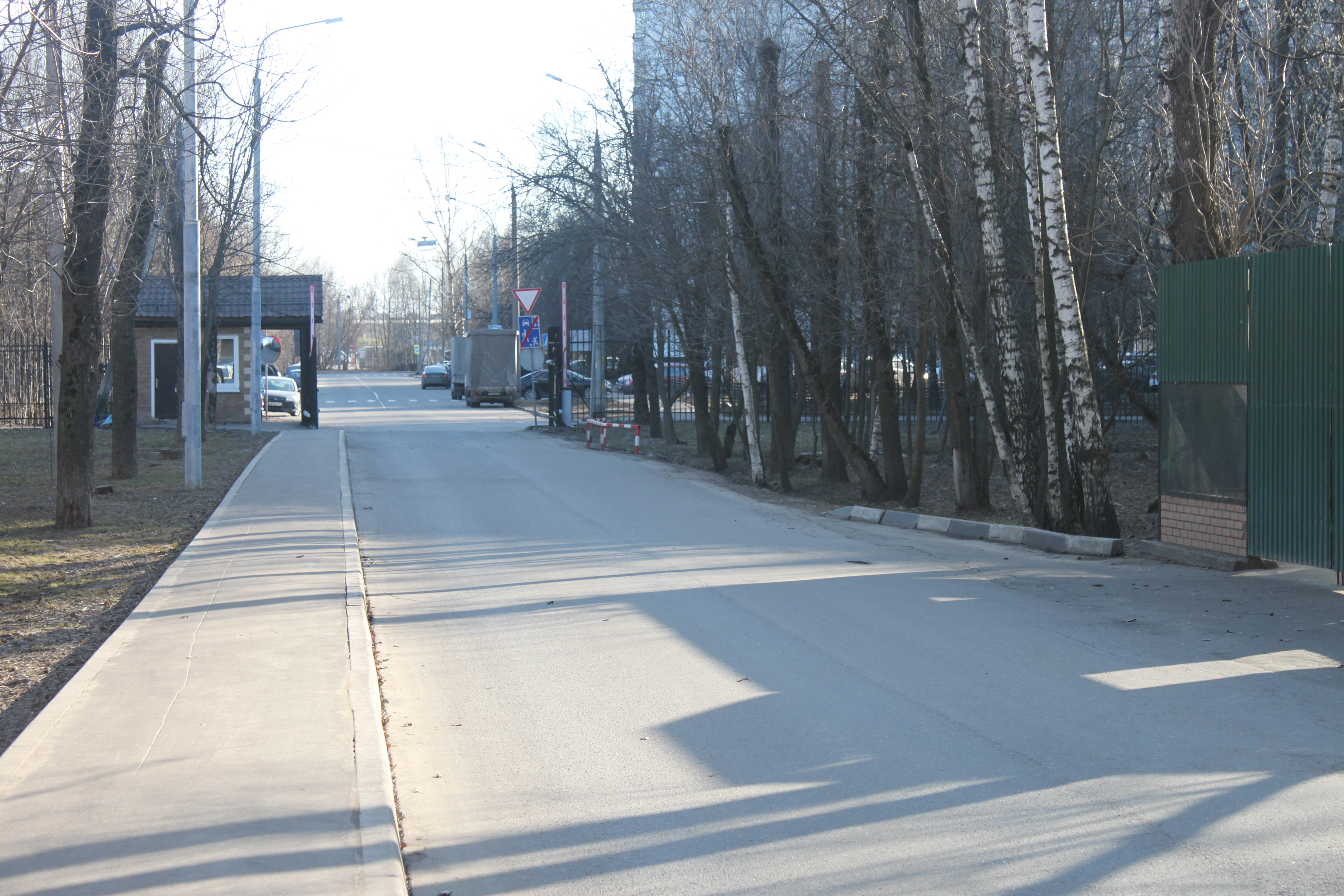
Вид на начало
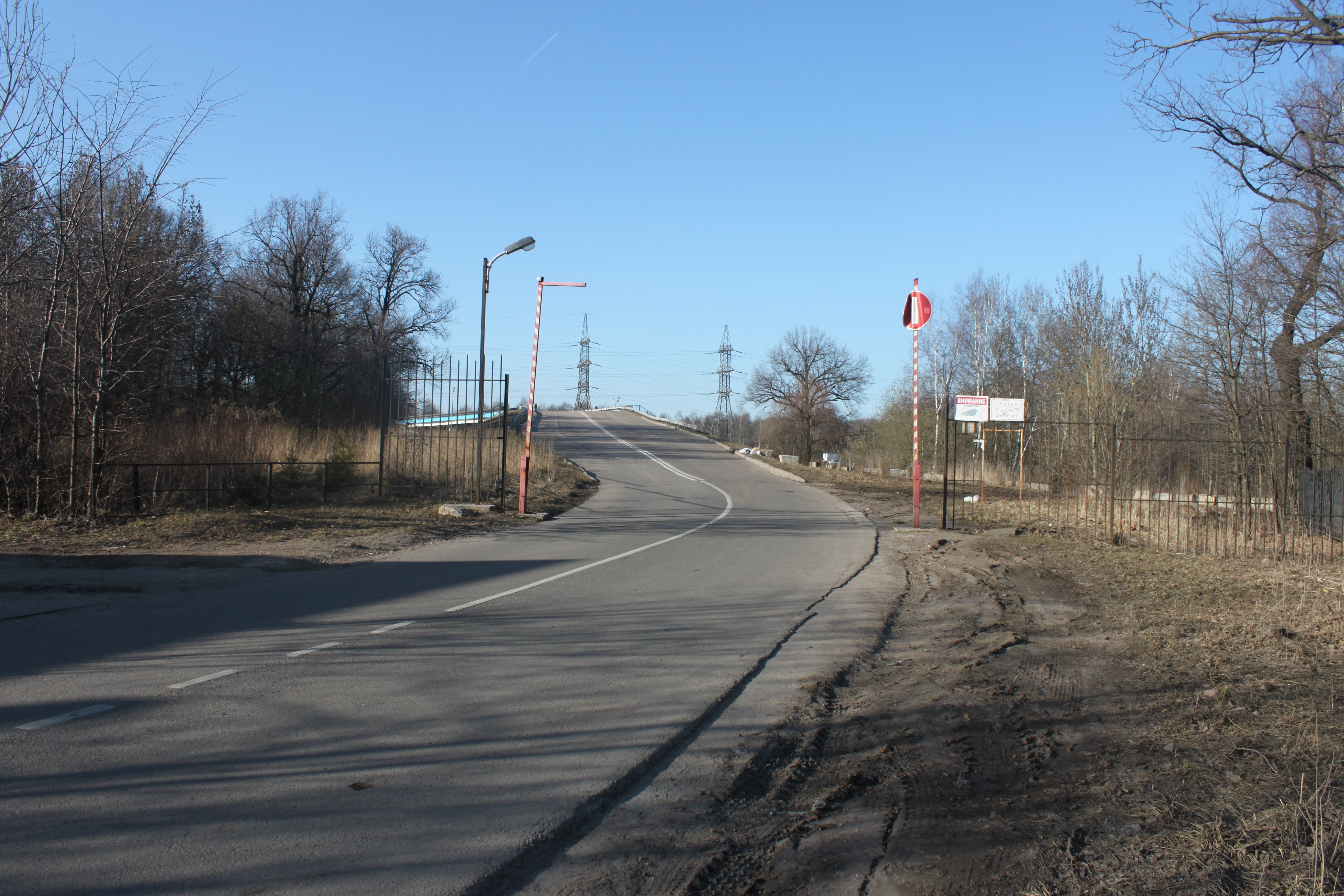
Вид на конец
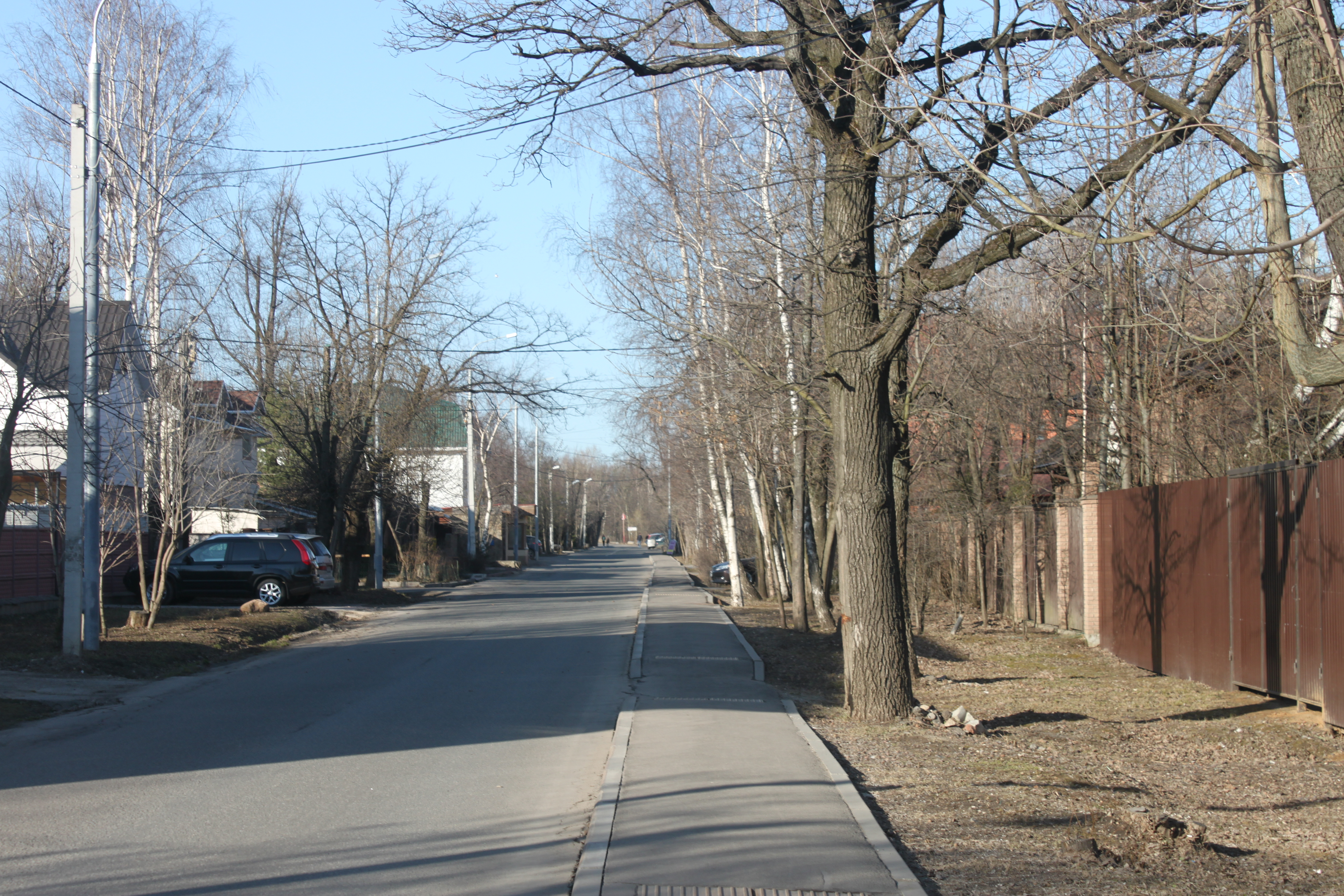
Центр
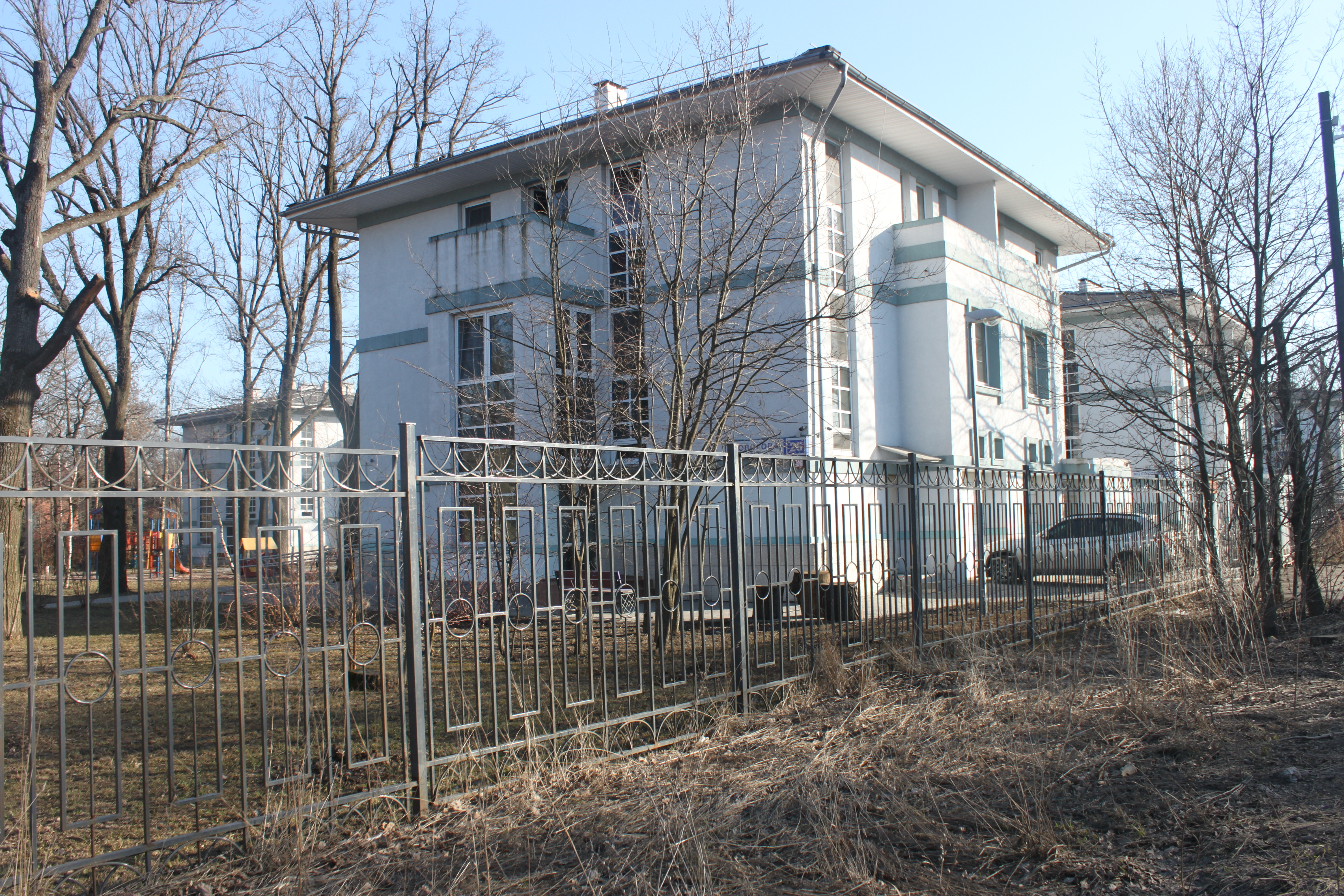
Типичный дом